# REDS TV GGR
REDS TV GGR（レッズティーヴィー ジージーアール）は、テレビ埼玉で1993年4月3日から放送している浦和レッズ・三菱重工浦和レッズレディースの応援番組。番組開始から2002年6月28日迄は『GO!GO!レッズ』というタイトルであった。

## 概要
1993年のJリーグ開幕当初から上野晃がキャスターを務めた「GO!GO!レッズ」が番組の母体で、2002年に現在の番組に変更された。「GGR」は「GO!GO!レッズ(REDS)」の頭文字（アクロニム）と考えられる。毎週金曜日深夜（再放送土曜日早朝）に30分間放送されている。キャスターは浦和レッズOBでスポーツキャスターの水内猛が担当。
試合の分析・展望の他、選手及び浦和レッズOB、スタッフ、をゲストに迎えたインタビューで構成されている。また、アシスタントがリアド慈英蘭になって以降、収録場所がテレビ埼玉の第1スタジオが使用出来ない場合、不定期でレッドボルテージ（オフィシャルショップ・旧店舗時代）等で収録を行い、サポーターを入れた公開収録形式も行われている。
2012年から、放送500回を迎えたのを記念しスタジオがリニューアルされ、再びスタジオ収録になっている。
2009年2月には公式ホームページの全面リニューアルが行われた。
前身の『GO!GO!レッズ』時代の1994年10月7日から金曜23:00～23:30で放送されていたが、2011年4月8日から放送時間が金曜23:30～24:00に移動した（再放送は今までどおり）。
同じテレ玉で放送される『Ole! アルディージャ』（大宮アルディージャ・大宮アルディージャVENTUSの応援番組）とはライバル関係にあるため、主にさいたまダービーの際などを中心に両番組の対決が企画され、負けた方の番組に罰ゲームが課される。
2016年6月10日放送分にゲスト出演したEDテーマ担当アーティストBIGMAMAのドラムス担当のリアド偉武は、第10代アシスタント・リアド慈英蘭の弟であった。リアド家は当日をもって姉弟同番組に出演した。
2018年10月5日から放送時間が金曜23:00～23:30に戻った（再放送はこれまで通り）。

## 出演者
2024年シーズン

### MC
- 水内猛（タレント、スポーツキャスター、元浦和レッズ選手）※「GGR」へのリニューアル以降[3]

### アシスタント
- 高橋遥花　- 2025年1月 -

過去

### MC
- 上野晃（フリーアナウンサー、「GO!GO!レッズ」時代）

### アシスタント

#### GGR
- 笹井千織（キャスター） - 2022年1月7日 - 2024年12月
- わちみなみ（タレント） - 2019年1月11日 - 2021年12月29日
- 北川彩（フリーアナウンサー） - 2016年1月8日 - 2018年12月28日
- 時田愛梨（タレント、モデル）- 2012年1月13日 - 2015年12月30日
- 長野静（タレント）- 2010年1月15日 - 2011年12月23日
- リアド慈英蘭（フリーアナウンサー）- 2007年2月2日 - 2009年12月25日
- 田島葉子（フリーアナウンサー）- 2006年2月3日 - 2007年1月26日
- 原田あすか（タレント）- 2005年7月1日 - 2006年1月27日
- 桜井裕子（モデル）- 2004年3月7日 - 2005年6月24日
- 大西友子（フリーアナウンサー）- 2002年3月8日 - 2004年2月28日

#### GO!GO!レッズ時代
- 佐藤由紀 - 1993年4月3日 - 1993年9月25日
- 岩崎由実 - 1993年10月2日 - 1996年9月27日
- 五十嵐智子 - 1996年10月4日 - 1998年3月27日
- 田中敦子 - 1998年4月3日 - 2000年3月3日
- 前ちあき - 2000年3月10日 - 2002年3月1日

## 主なコーナー
- オープニング

古沢優書下ろしの動画になっていて、ホーム開幕戦からシーズン終了時まで使用するが、監督が辞任・解任された場合及び動画に映っている選手が移籍した場合にはその部分の編集も行われている。
シーズンオフ中は選手・監督・コーチなどにタイトルコールを言ってもらっている。ただしタイトルコールがなくそのままOP（ジングル&タイトルロゴがオーバーラップしている場面動画）から始まる時もある。
- 試合内容分析（Vチェック）
- 対戦チームデータ分析
- 選手インタビュー
- 赤菱のイレブン（古沢優原作の4コマ漫画）

オープニング動画やCM前、エンディングにも古沢による選手イラストが使用されている。
- オフィシャルグッズ テレビカタログ

レッズのオフィシャルグッズをテレビショッピング風に紹介。ただし番組ではグッズの申し込みは行っていない。北川彩が番組アシスタントになってからは「クールビューティ北川」という新キャラクターが登場した。
- マッチ・アーカイブ

過去のレッズの試合を映像と字幕による解説で振り返る。
- 情報掲示板

チームスケジュールや選手情報、チケット情報等。
- 全力レディース

2014シーズンから始まった新コーナー、レッズレディースの選手がダッシュをしながらタイトルコールを言っていてアイキャッチをつとめている。
- 真剣レディース

2016シーズンから始まった新コーナー。レッズレディース選手が何か一つの事に真剣に立ち向かうミニコーナー。コーナーの締めは前期の「全力レディース」と同様アイキャッチタイトルコールを兼ねる。なお、OPジングルは『侍戦隊シンケンジャー』のED「四六時夢中シンケンジャー」の一部が用いられている。
- とっきーの突撃レディース

全力レディースと並び始まった新コーナー、時田愛梨がレッズレディースの選手にインタビューを行う。浦和レッズマガジンの中で連載もしている。時田の番組卒業と同時に終了。
- 今週の大原

大原サッカー場での練習風景が流れる（また年に数回浦和駒場スタジアム（現在は行っていない）埼玉スタジアムでも練習を行っている場合がある）。
- エンディング

今週の大原に合わせてエンディング曲が流れる、過去にはGOING UNDER GROUND、ワカバ、ビリケンなどが歌っている。
- LOSS TIME

長期離脱選手が復帰ゴールを決めるなど、印象に残ったプレーに対しインタビューを交えながら振り返る。時々選手から入るリクエストに答えてあげる（また、逆に逆手に取ったドッキリ企画を仕掛ける）場合もある。
キャンプ中は、タイトルコールのNGテイクを映されやすい。

### GO!GO!レッズ時代に放送されたコーナー
- 集まれ!レッズサポーター

埼玉県内の三菱自動車販売店に来店するとレッズ関連グッズが貰えるチャンスがあった。
- ゲットゴールスマイル

ホームゲーム開催時にスタジアム内のテレビカメラで笑顔のサポーターを撮影。番組内で放送され、「これが私だという人は番組まで」と反応を求める。該当者にはプレゼントがあった。
1度だけ、サポーターと間違ってスタジアムにいた大柴健二を撮影してしまったことがある。翌週、番組内にて謝罪と説明が行われ、該当回のプレゼントは無効となった。通常のプレゼンターは番組アシスタントが行うが、直後の回では大柴からの強い要望で大柴本人がプレゼンターとなった。サポーターに直接プレゼントを手渡すだけでなく、一緒に写真を撮影するサプライズがあった。
- 埼玉サッカー情報
- Reds Information

「情報掲示板」と同内容であるが、情報の紹介はレッズの広報担当が行っていた。

## スタッフ

### 現在
- TD：金本聡[4]、中村平和
- VE：今野吉徳
- MA：齋藤健太[5]
- CG：宮川裕美（ARTROCK）
- 照明：渋谷昇（アンバーライト）
- TK：柳澤知里
- 技術：高沢英昭、笠原潤一、柴田勝利、巻渕怜士、平出雅和
- 音効：里栄治（ユミックス）[6]
- 美術：矢島健雄（俳優座劇場）
- デザイン：横井勝、小林宏嗣
- ディレクター：片山景友
- AD：柳澤知里
- プロデューサー：原田聡、依田萌
- チーフプロデューサー：鬼塚信次(2018年10月 - )
- 取材協力：RED VOLTAGE、RedsLand
- 技術協力：TAP（ティーエーピー）
- 協力：NIKE
- 制作協力：AON、ARTROCK

### 過去
- VE：福崎悠平、柳澤裕、大志田明見
- 照明：簑島公男（fmt）※2012、2013年、根反潤（アンバーライト）※2015 - 2017年
- TK：塩野こずえ、塩野崎みずえ
- 技術：緑川雅彦、老沼靖奏、内堀雅也、阿佐見淳、寺島亨、高野元、柴田勝利、桑原博之（TAMCO）
- CG：小針徳明（ARTROCK）、吉田佳野子
- ディレクター：西岡三志、臼渕誠
- プロデューサー：原隆之、川本亜美（2015年 - 2017年）
- チーフプロデューサー：木村豊（2011年）、島野守夫（2012年）、石川祥生（2013年）、藤田一彦（2014年 - 2016年）、林悠哉(2017、2018年9月迄)[7]